# Viedma Lacus
Il Viedma Lacus è una struttura geologica della superficie di Titano.